# Laura Martín Pérez
Laura Martín Pérez (21 de juny de 1997) és una jugadora d'escacs catalana que té el títol de Mestre FIDE Femení des del 2016. És jugadora del Club Escacs Llinars.
A la llista d'Elo de la FIDE del gener de 2020, hi tenia un Elo de 2070 punts, cosa que en feia la jugadora número 25 (en actiu) de l'estat espanyol. El seu màxim Elo va ser de 2113 punts, a la llista d'agost de 2016.

## Resultats destacats en competició
L'abril de 2011, al Campionat de Catalunya d'Edats jugat a Vila-seca, fou subcampiona a la categoria sub-14 amb 6 punts de 9 (el campió fou Xavier Martínez Pla). El març de 2013, al Campionat de Catalunya d'Edats jugat a Vila-seca, fou tercera a la categoria sub-16 amb 6½ punts de 9 (el campió fou Marc Pozanco). En aquella data ja estava al top 10 del rànquing femení català. El desembre de 2015 fou subcampiona del Campionat de Catalunya d'Escacs Actius d'Edats a la categoria sub-20 amb 6 punts de 8 (el campió fou Xavier Martínez Pla). El juny de 2016 fou campionat absoluta de l'Obert de Llinars amb 7½ punts de 9, mig punt per davant dels segons classificats, Jose Antonio Herrera Reyes i Antonio Garcia Cano.
L'abril de 2017 fou campiona de Catalunya femení a Santa Coloma de Gramenet amb 4½ punts de 5, mig punt més que l'Elena Casset Bello segona classificada. Amb aquests resultat, es classifica pel Campionat de Catalunya absolut de 2017.
El 2019 esdevingué novament Campiona de Catalunya femenina, a Vila-seca.